# Bramantino
Bartolomeo Suardi dit le Bramantin (en italien, Il Bramantino), né à Milan, au milieu du XVe siècle, mort vers 1530, est un peintre et un architecte italien.
Influencé par Mantegna et par les peintres de l'École de Ferrare, tout particulièrement attiré par Bramante (d'où son surnom), Bartolomeo exerça à son tour une influence remarquable sur les peintres lombards, Bernardino Luini et Gaudenzio Ferrari.

## Biographie
Bartolomeo Suardi est le fils d'Alberto Suardi et de Petrina de Subiate ; il devient orphelin de père le 8 décembre 1480.
Un document de 1490 rapporte la promesse de Bartolomeo de pourvoir à la dot de sa sœur Caterina : sur la base de sa condition de chef de famille, on pourrait faire remonter sa naissance autour de 1465 ; à cette époque il doit habiter dans le quartier milanais de la Porta Nuova.
Le 23 février et ensuite en juin 1503, il s'occupe, avec autres artistes, du projet de la porte septentrionale de la cathédrale de Milan et travaille aux cartons pour les Mois, 12 tapisseries commanditées par le maréchal de France Jacques de Trivulce.
Il épouse en 1504 Elisabetta della Chiesa. Ils auront une fille, Giulia.
En décembre 1507, il habite dans le quartier Porta Orientale, près de la paroisse San Babila.
En 1508, il est à Rome, où il est payé le 4 décembre pour quelques peintures à exécuter au Vatican. Il y peint des portraits de personnalités pour le Vatican. Bramante est son mentor et il peut assister à la réalisation de l'intérieur de l'église Santa Maria presso San Satiro à Milan. Le surnom de Bramantino,rapporté par Vasari, vient de son maître et signifie petit Bramante.
Le 10 décembre 1509, un acte notarié le situe à Milan ; l'année suivante il travaille aux Crocefissione à Brera.
En 1511, il projette le mausolée qui accueille la dépouille de Jacques de Trivulce, le 19 janvier 1519.
Le 15 mai 1519, il devient membre, avec Bernardino de Conti, Antonio da Lonate, Giovanni d'Agostino et Bernardo Zenale, de la commission chargée d'estimer un modèle en bois de la cathédrale de Milan.
Ses fresques (perdues) de la chapelle des rois mages de l'église de Sant'Eufemia sont attestées par leurs paiements à Bramantino fin 1524.
Le 22 janvier 1525 il s'installe à Milan en Val de Suse sous le contrôle des Sforza. Il rentre en ville après la défaite des français dans la bataille de Pavie le 24 février 1525.
Le 1er mai 1525, Bramantino est nommé architecte et peintre à la cour ducale de Francesco II Sforza. Son rôle en tant qu'ingénieur lors de la conception de la défense de Milan lui apporta une grande renommée.
Il meurt vers 1530.

## Œuvres
- Madonna col Bambino, Boston, Museum of Fine Arts, tempera sur toile, 48 × 36 cm (1485)
- Filemone e Bauci, Cologne, Wallraf - Richertz - Museum, tempera sur toile, 57 × 78 cm (1485 - 1490)
- Uomo di dolori, Lugano, Collection Thyssen - Bornemisza, tempera sur toile, 109 × 71 cm (~1490)
- Argo, fresque, Milan, Castello Sforzesco, affresco, 1490 - 1493
- Natività e santi et la Madone des tours, Milan, pinacothèque Ambrosienne,
- L'Adoration des mages, Londres, National Gallery, tempera sur panneau, 60 × 58 cm (1501 - 1503)
- Pietà, fresque, Milan, pinacothèque Ambrosienne (~1504)
- Madonna col Bambino fra san Giacomo e san Luigi, Milan, couvent Santa Maria delle Grazie, fresque (~1505)
- Madonna col Bambino, New York, Metropolitan Museum, tempera sur toile, 34 × 28 cm (1505 - 1507)
- Noli me tangere, Milan, Castello Sforzesco, fresque, 214 × 105 cm (~1507)
- San Giovanni a Patmos, Îles Borromées, Isola Bella, Palazzo Borromeo, tempera sur toile, 122 × 92 cm (~1509)
- La Crucifixion, Milan, pinacothèque de Brera, huile sur toile, 372 × 270 cm (1510 - 1511)
- Madonna col Bambino e donatore, Milan, pinacothèque de Brera, tempera sur panneau, , 61 × 47 cm (~1512)
- Lucrezia, Milan, Palazzo Serbelloni - Sola Cabiati, tempera sur toile, 125 × 95 cm (~1512)
- Pietà, Bucarest, Palazzo Reale, tempera sur toile, 100 × 80 cm (1518 - 1520)
- Fuga in Egitto, Locarno, sanctuaire de la Madonna del Sasso à Orselina, tempera sur toile, 150 × 131 cm (1520 - 1522)
- Madonna col Bambino, Columbia, Missouri, University Museum, tempera sur toile, 46 × 36 cm (~1522)
- Pietà con san Sebastiano e san Giobbe, Mezzana, parrocchiale, tempera sur toile, 207 × 147 cm (1522 - 1525)
- Pentecoste, Mezzana, paroissiale, tempera sur toile, 207 × 147 cm (1522 - 1525)
- Bambino con due angeli, Milan, pinacothèque de Brera, fresque (~1525)
- Madonna col Bambino e otto santi, Florence, Palais Pitti, tempera sur toile, 205 × 166 cm (1525 - 1530)

### Une œuvre
- La Madone des tours ou Vierge à l'enfant entre Saint Ambroise et Saint Michel, (vers 1515-1520), 122 × 157 cm, pinacothèque Ambrosienne, Milan[2].

« Étrange, l'œuvre de Bramantino l'est assurément. La récente monographie que lui consacre Mauro Natale, et plusieurs expositions organisées ces dernières années ont révélé toute la beauté d'un artiste souvent oublié, éclipsé peut-être par son contemporain Léonard de Vinci, dont il copia la célèbre Cène, à la demande du trésorier généfal de France Antoine Turpin. L'influence du maître de la Renaissance et de son chef-d'œuvre milanais marquerait [la dite Madone des tours] La Vierge à l'Enfant entre saint Ambroise et saint Michel archange, réalisée en 1505 pour San Michele dei Disciplini à Milan et que conserve aujourd'hui la pinacothèque Ambrosienne. »

— Traduction de Sophie Mouquin, Maître de conférences en histoire de l'art moderne (Lille 3) et directrice des études (École du Louvre).
Le tableau représente la Vierge au centre, tenant l'Enfant Jésus sur ses genoux. Son regard est tourné vers sa droite en direction de Saint Ambroise, identifié par sa mitre d'évêque, posée à ses pieds. Par son geste en direction de Saint Ambroise, la Vierge récompense Saint Ambroise pour son combat contre l'arianisme, symbolisé par le corps mort d'Arius allongé au premier plan aux pieds du prélat. Saint Michel, identifié par son épée, se tient à la gauche de la Vierge. Un crapaud mort est représenté à ses pieds, symbole de la défaite du mal. Si on regarde attentivement le visage de la Vierge, on remarque qu'il est en fait celui d'un homme. L'interprétation la plus probable est que ce personnage central représente à la fois la Vierge Marie et la Sainte Église.

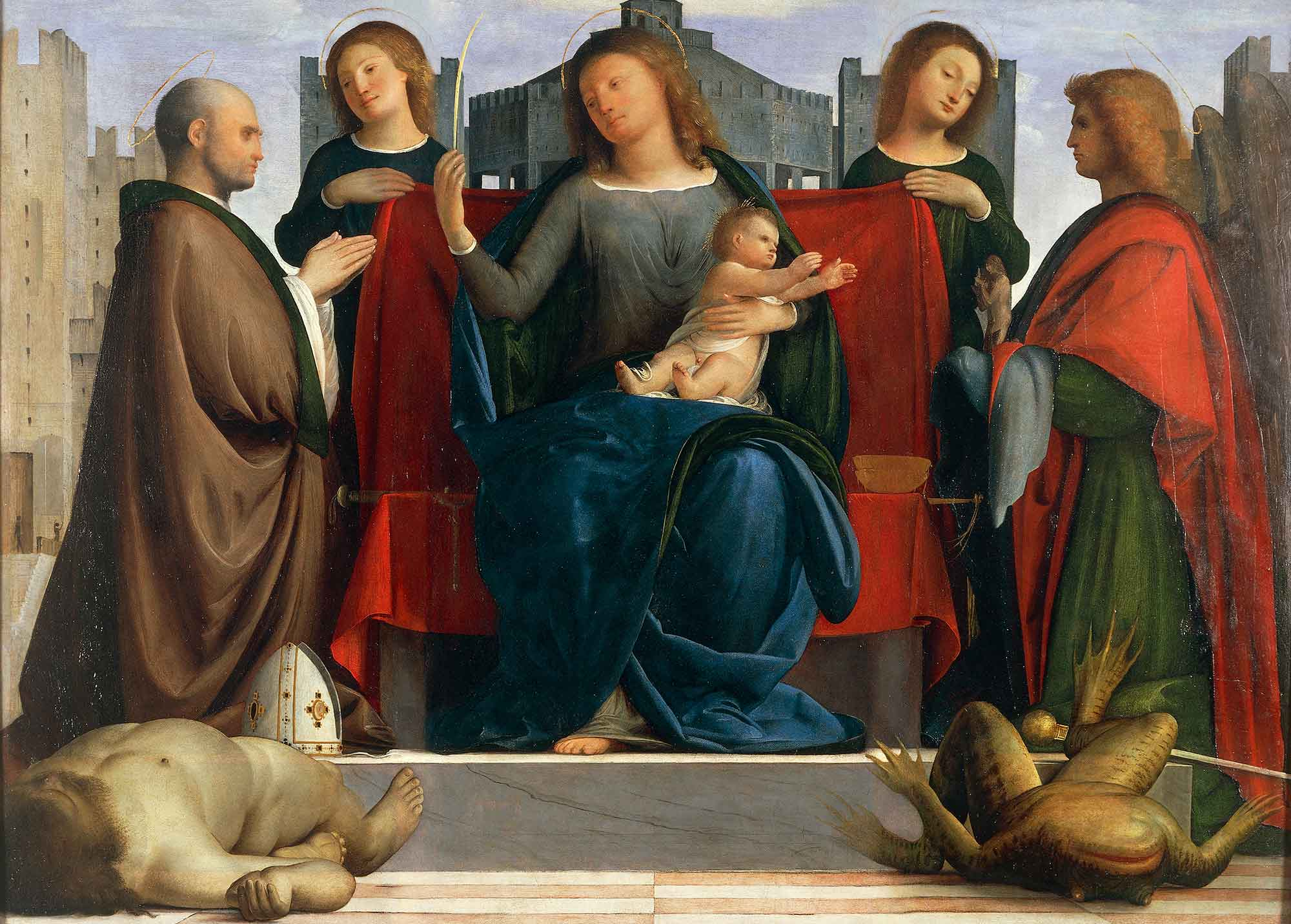
Vierge à l'enfant entre Saint Ambroise et Saint Michel, tempera et huile sur panneau (vers 1515-1520),, Pinacothèque Ambrosienne.

## Œuvres picturales

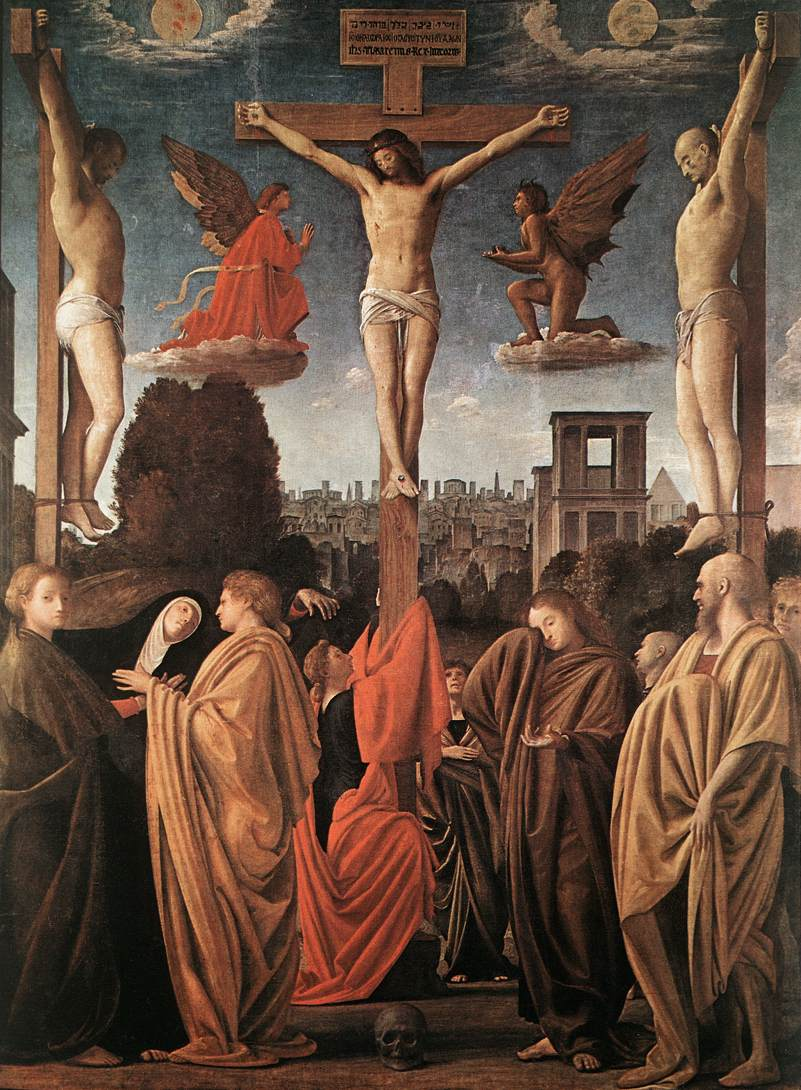
Crucifixion, Milan, pinacothèque de Brera
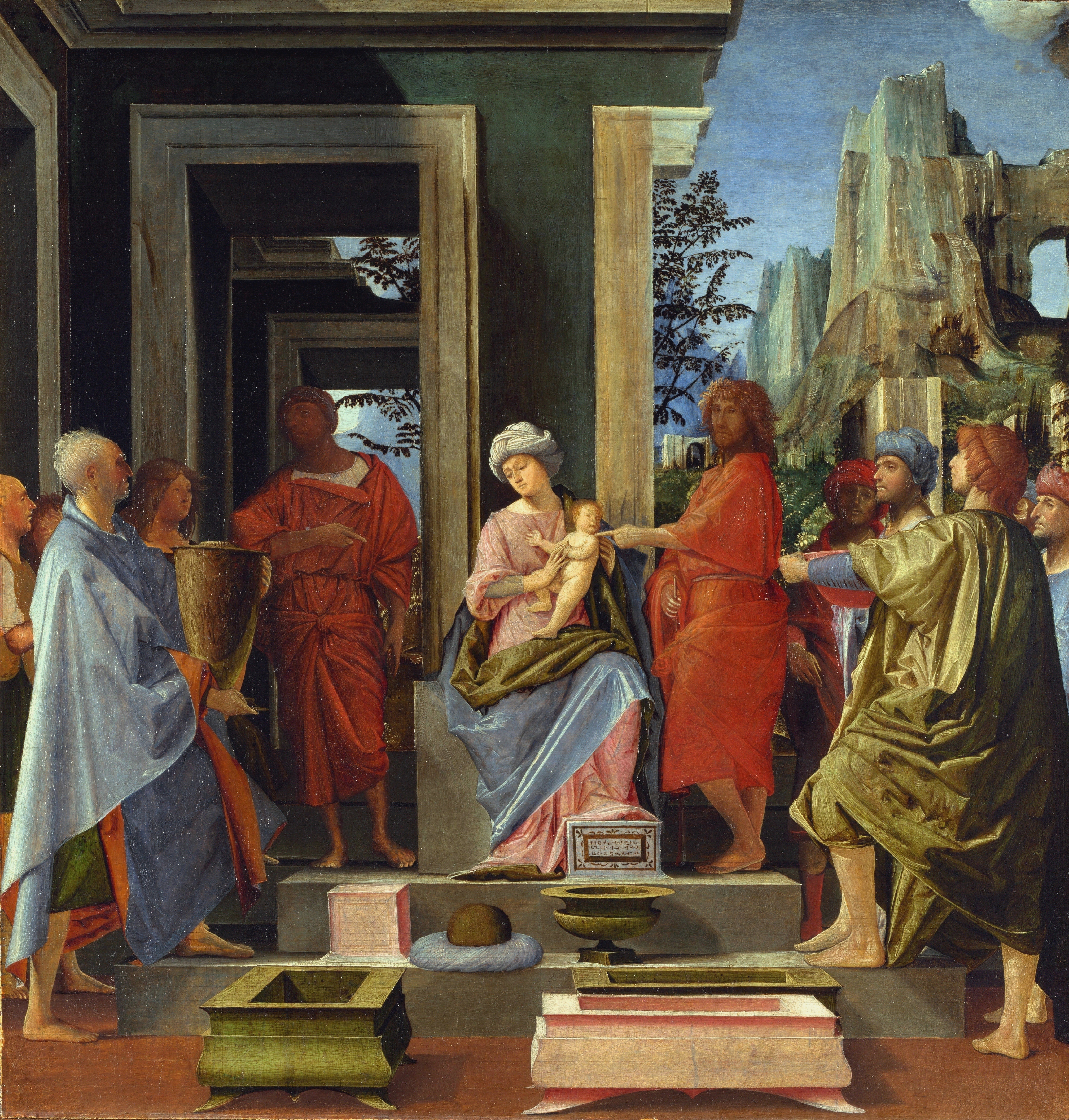
L'Adoration des mages, Londres, National Gallery
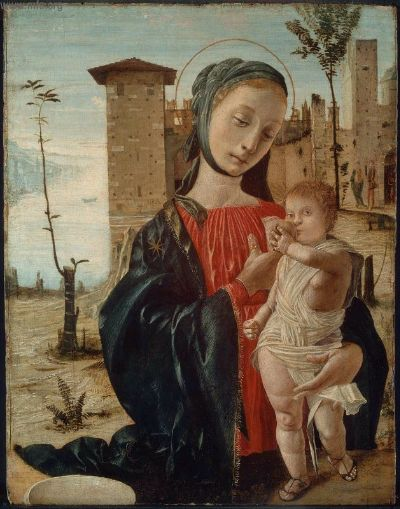
Vierge du lait, Boston, Museum of Fine Arts
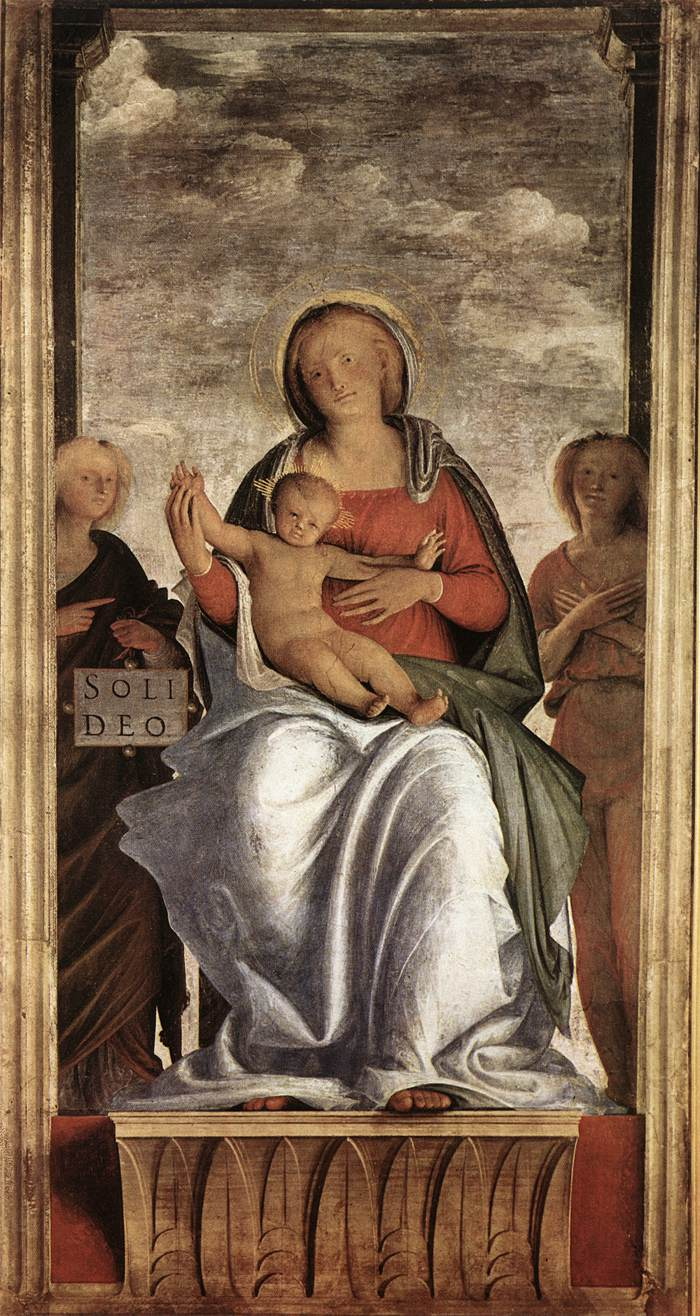
Madone et anges, Milan, pinacothèque de Brera
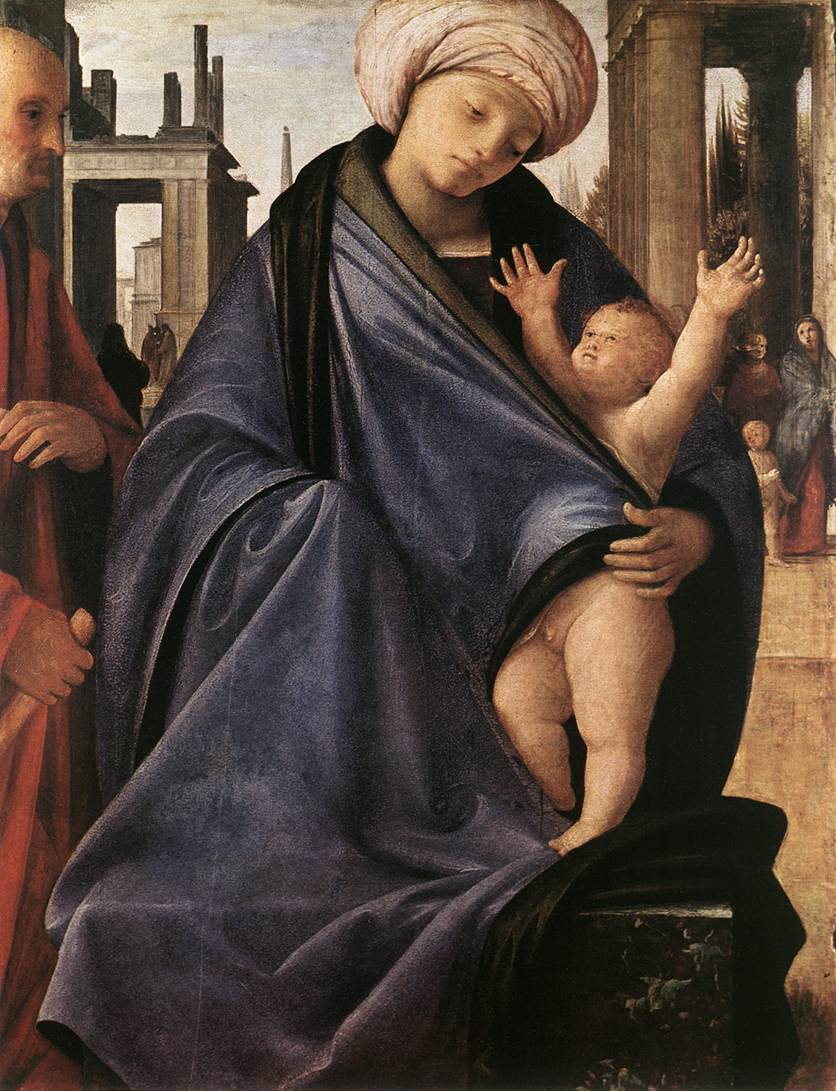
Sainte Famille, Milan, pinacothèque de Brera
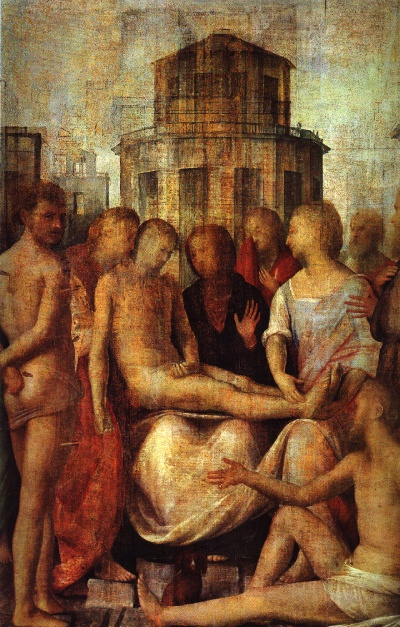
Pietà et Saints, Mezzana, église paroissiale